# Lahille Peak
Der Lahille Peak ist ein rund 650 m hoher und verschneiter Berg auf der Lahille-Insel vor der Graham-Küste des Grahamlands auf der Antarktischen Halbinsel. Er ist die höchste Erhebung der Insel.
Das UK Antarctic Place-Names Committee benannte ihn 2014 in Anlehnung der Benennung der Insel, auf der er sich befindet. Deren Namensgeber ist der aus Frankreich stammende argentinische Ichthyologe Fernando Lahille (1861–1940).